# The Festival
The Festival is een horror/kort verhaal geschreven door de Amerikaanse schrijver H.P. Lovecraft. Het werd voor het eerst gepubliceerd in het januari-nummer uit 1925 van Weird Tales.

## Verhaal
Een verteller is ten tijde van het Joelfeest op weg naar het vissersstadje Kingsport. Zijn volk heeft daar ooit geleefd en heeft zijn nazaten opgedragen eens per eeuw 'festival' te houden, zodat hun oude geheimen niet verloren gaan. Wanneer hij aankomt, ziet hij een stadje waar de tijd eeuwen lijkt te hebben stilgestaan. Hij klopt zoals hem is opgedragen aan bij een 17e-eeuws huis in Green Lane. 
De deur gaat open zonder dat hij voetstappen heeft gehoord. De man die opendoet gebaart dat hij niet in staat is tot spraak. Hij heeft een stilus en wastafeltje waarmee hij zijn gast welkom heet. Binnen is de kamer spaarzaam aangekleed met enkel en alleen voorwerpen uit de zeventiende eeuw. Het is er vochtig en er brandt geen vuur. Een vrouwelijk figuur met een hoofdkapje zit met haar rug naar hun toe aan een spinnewiel. De verteller realiseert zich dat het gezicht van de gastheer een masker is en diens handschoenen kwabbige handen verhullen.
De verteller moet wachten tot hij mee mag naar het festival. De gastheer wenkt hem daarom om aan een tafel te gaan zitten. Hierop liggen verschillende boeken; Marvells of Science van Morryster, Saducismus Triumphatus van Joseph Glanvill, Daemonolatreiae van Nicholas Rémy en Necronomicon van Abdul Alhazred. In het laatstgenoemde leest hij een legende die hem met walging vervult. Om klokslag elf uur trekken de gastheer en -vrouw mantels met kappen aan en wenkt de man de verteller mee naar buiten. Hij neemt de Necronomicon mee.
De drie voegen zich in een in mantels gehulde menigte. Ze begeven zich naar een heuvel en gaan daarop een wit kerkgebouw binnen. In het gedrang merkt de verteller dat alle lichamen die hem raken zacht en slap zijn. De kerk bevat een geheime gang die leidt naar een donkere rivier omgeven door groene vlammen. Iets vormeloos buiten het zicht van het licht blaast op een fluit. Terwijl de aanwezigen een ritueel uitvoeren, roepen de fluittonen een horde wezens op die de verteller niet goed kan beschrijven. De gemantelden bestijgen ze en verdwijnen daarna op de rivier. De verteller weigert om hetzelfde te doen. Zijn gastheer probeert hem te overtuigen door te schrijven dat de voorvaderen van de verteller dit ritueel ooit zijn begonnen. Om dit kracht bij te zetten, toont hij een zegelring en horloge uit 1698 met daarop het wapen van zijn familie. Wanneer de verteller een glimp opvangt van het echte gezicht van zijn gastheer, werpt hij zichzelf in de rivier om te voorkomen dat iedereen hem hoort schreeuwen.
De verteller wordt wakker in het ziekenhuis in Kingsport. Wanneer hij uit het raam kijkt, ziet hij een veel modernere versie van het stadje. Het personeel vertelt hem dat hij is gevonden in de haven. Volgens hen is hij over de klippen gevallen. Nadat hij is overgebracht naar St. Mary's Hospital in Arkham, helpen de artsen daar hem aan de Necronomicon die wordt bewaard op de Miskatonic University. Wanneer hij hierin dezelfde legende terugleest, weet hij zeker dat hij die niet voor het eerst ziet. Het is hem daarom duidelijk dat het gebeurde zich niet alleen in zijn hoofd heeft afgespeeld.

## Achtergrond
The Festival is na The Terrible Old Man het tweede verhaal van Lovecraft waarin de stad Kingsport voorkomt en het eerste waarin hij die verbindt aan de Cthulhu Mythos. Het is het eerste verhaal waarin een aanzienlijk stuk tekst uit de Necronomicon bekend wordt gemaakt.

## Adaptatie
Toei Animation maakte een korte klei-animatie-film van The Festival en bracht die samen met soortgelijke bewerkingen van The Picture in the House en The Dunwich Horror uit op de dvd H. P. Lovecraft's The Dunwich Horror and Other Stories.